# Paolo Ricca Salerno
Paolo Ricca Salerno (San Fratello, 9 settembre 1889 – Acquedolci, 18 luglio 1951) è stato un economista italiano, nominato socio dell'Accademia dei Lincei pochi giorni prima della scomparsa.

## Biografia
Nacque a San Fratello, figlio dell'economista Giuseppe Ricca Salerno e di Maria Costa. Laureato in giurisprudenza all'Università degli Studi di Palermo, dove fu discepolo di Augusto Graziani.
Studioso dell'economia finanziaria, fu professore di Scienza delle finanze presso la facoltà di giurisprudenza dell'Università degli Studi di Messina dal 1932; ancora dal 1937 presso la facoltà di economia e commercio dell'Università di Palermo, della quale divenne anche preside. 
Ricoprì numerosi incarichi pubblici, e fu membro del consiglio di amministrazione del Banco di Sicilia, e membro della Commissione preparatoria del progetto di Statuto della Regione Siciliana nel 1945.
Paolo Ricca Salerno è sepolto nel cimitero di Acquedolci. 

## Opere
- I costi associati nell'odierna organizzazione dell'impresa, Palermo, 1927
- Studi sulla teoria delle tasse, Palermo, 1928
- Il risparmio nel sistema tributario, Palermo, 1928
- La finanza come problema di scienza, Messina, 1932
- Contributo alla teoria economica della finanza, Milano, 1936
- La tradizione italiana e i compiti odierni nella scienza delle finanze, Padova, 1939